# Милош Глишић (кошаркаш)
Милош Глишић (Бања Лука, 21. априла 1998) српски је кошаркаш. Игра на позицији крилног центра.

## Каријера
Глишић се током 2011. године прикључио млађим категоријама Партизана. Првом тиму Партизана је прикључен у сезони 2014/15. Дебитовао је за Партизан 2. децембра 2014. на утакмици са Асесофтом у Еврокупу. Међутим, касније је одбио да потпише професионални уговор са Партизаном, а у априлу 2017. прикључио се екипи Вршца.
Наступао је за млађе селекције репрезентације Србије. На кадетском првенству Европе 2013. године изабран је у идеалну петорку шампионата, када је освојио сребрну медаљу. На том првенству просечно је постизао 14 поена и 7,6 скокова.

## Успеси

### Репрезентативни
- Европско првенство до 16 година:
  -  2013.
  -  2012.